# Halowe Mistrzostwa Europy w Lekkoatletyce 1973 – bieg na 400 m mężczyzn
Bieg na 400 metrów mężczyzn – jedna z konkurencji biegowych rozgrywanych podczas halowych lekkoatletycznych mistrzostw Europy w hali Ahoy w Rotterdamie. Eliminacje i półfinały zostały rozegrane 10 marca, a bieg finałowy 11 marca 1973. Zwyciężył reprezentant Jugosławii Luciano Sušanj, który w finale ustanowił nieoficjalny halowy rekord świata czasem 46,38 s. Tytułu zdobytego na poprzednich mistrzostwach nie bronił Georg Nückles z Republiki Federalnej Niemiec.

## Rezultaty

### Eliminacje
Rozegrano 4 biegi eliminacyjne, do których przystąpiło 16 biegaczy. Awans do półfinału dawało zajęcie jednego z pierwszych dwóch miejsc w swoim biegu (Q).
Opracowano na podstawie materiału źródłowego.
Bieg 1
| Miejsce | Zawodnik           | Czas  | Uwagi |
| ------- | ------------------ | ----- | ----- |
| 1       | Falko Geiger       | 47,88 | Q     |
| 2       | Benno Stops        | 48,06 | Q     |
| 3       | Jan Balachowski    | 48,31 |       |
| 4       | Lucien Sainte-Rose | 48,80 |       |

Bieg 2
| Miejsce | Zawodnik         | Czas  | Uwagi |
| ------- | ---------------- | ----- | ----- |
| 1       | Hermann Köhler   | 48,19 | Q     |
| 2       | Manuel Soriano   | 48,41 | Q     |
| 3       | Jim Aukett       | 48,47 |       |
| 4       | Chadżi Rachmanow | 48,74 |       |

Bieg 3
| Miejsce | Zawodnik         | Czas  | Uwagi |
| ------- | ---------------- | ----- | ----- |
| 1       | Gerd Pollakowski | 48,20 | Q     |
| 2       | Ulrich Reich     | 48,28 | Q     |
| 3       | Patrick Salvador | 48,33 |       |
| 4       | Miroslav Tulis   | 48,48 |       |

Bieg 4
| Miejsce | Zawodnik            | Czas  | Uwagi |
| ------- | ------------------- | ----- | ----- |
| 1       | Luciano Sušanj      | 46,83 | Q     |
| 2       | Dariusz Podobas     | 47,55 | Q     |
| 3       | Michael Fredriksson | 47,70 |       |
| 4       | Bjarni Stefánsson   | 48,73 | NR    |

### Półfinały
Rozegrano 2 biegi półfinałowe, w których wystartowało 8 biegaczy. Awans do finału dawało zajęcie jednego z dwóch pierwszych miejsc w swoim biegu (Q).
Opracowano na podstawie materiału źródłowego.
Bieg 1
| Miejsce | Zawodnik       | Czas  | Uwagi |
| ------- | -------------- | ----- | ----- |
| 1       | Luciano Sušanj | 46,73 | Q     |
| 2       | Benno Stops    | 47,28 | Q     |
| 3       | Ulrich Reich   | 47,62 |       |
| –       | Hermann Köhler | DNS   |       |

Bieg 2
| Miejsce | Zawodnik         | Czas  | Uwagi |
| ------- | ---------------- | ----- | ----- |
| 1       | Dariusz Podobas  | 47,55 | Q     |
| 2       | Gerd Pollakowski | 47,75 | Q     |
| 3       | Falko Geiger     | 47,84 |       |
| 4       | Manuel Soriano   | 48,01 |       |

### Finał
Opracowano na podstawie materiału źródłowego.
| Miejsce | Zawodnik         | Czas  | Uwagi |
| ------- | ---------------- | ----- | ----- |
| 1       | Luciano Sušanj   | 46,38 | WR    |
| 2       | Benno Stops      | 47,31 |       |
| 3       | Dariusz Podobas  | 47,40 |       |
| 4       | Gerd Pollakowski | 48,28 |       |